# Airbus A380
Airbus A380 (фр.: [ɛʁbys] ( прослухати), укр. Ерб́юс, англ.: [ˈɛərbʌs] — укр. Ейрб́ас) — широкофюзеляжний двопалубний реактивний пасажирський літак, створений концерном Airbus SAS (учасники консорціуму: Франція, Німеччина, Велика Британія, Іспанія). Найбільший серійний пасажирський літак у світі. Місткість — 525 пасажирів в салоні трьох класів, 853 пасажири в однокласній конфігурації. Подібно до попереднього рекордсмена світу Jumbo-Jet, літак в європейських ЗМІ названо Superjumbo. Внутрішня назва проєкту в компанії Airbus — Megaliner.
Презентація літака відбулася 18 січня 2005 в Тулузі. Розробка проєкту обійшлася Airbus приблизно у 12 мільярдів євро.
Вперше він був доставлений компанії Singapore Airlines 15 жовтня 2007 року і введений в експлуатацію 25 жовтня. Виробництво досягло піку в 30 на рік у 2012 та 2014 роках. Однак після того, як найбільший клієнт, Emirates, скоротив останнє замовлення в лютому 2019 року, Airbus оголосив, що виробництво A380 завершиться в 2021 році. 16 грудня 2021 Emirates отримала свій 123-й A380, який був 251-м і останнім, доставленим Airbus. Інвестиції у 25 мільярдів доларів не окупилися.

## Історія

### Хронологія

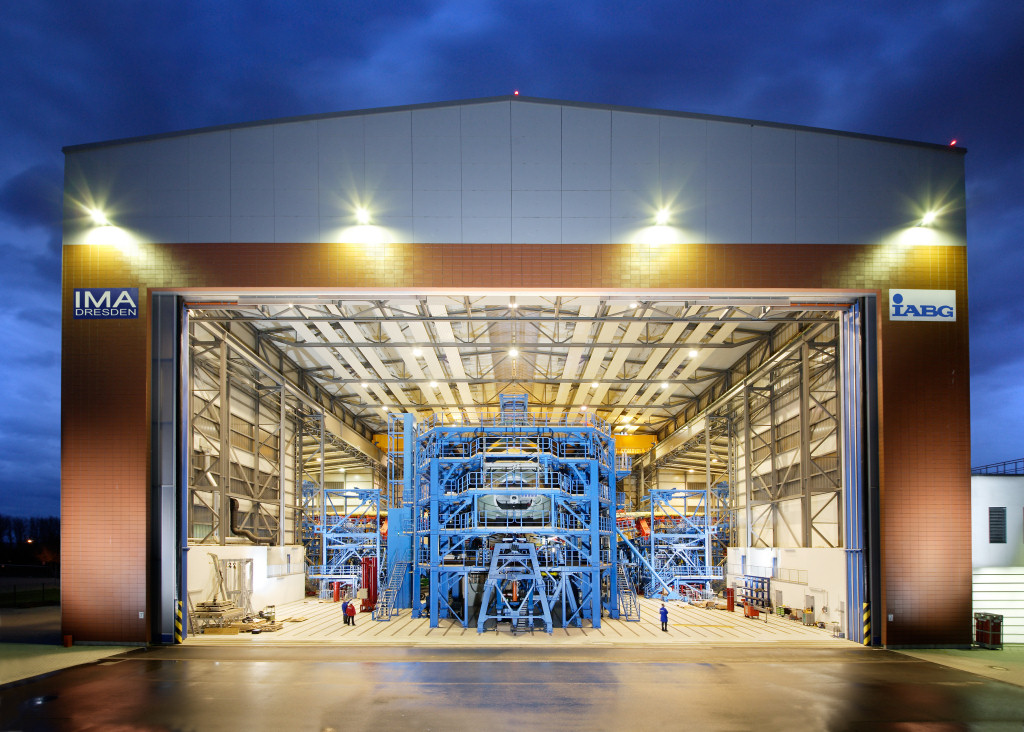
Прототип літака А380 в ангарі. Дрезден, квітень 2005

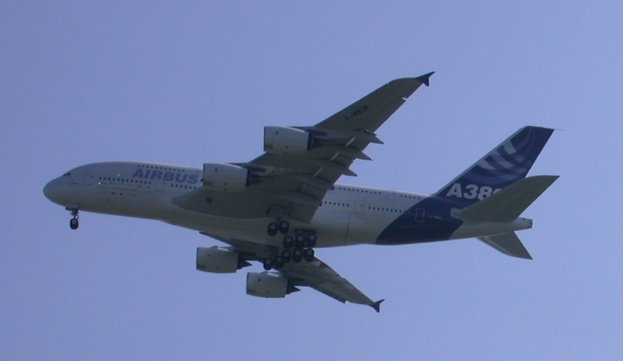
Перший політ Airbus А380 27 квітня 2005

- Представлений 18 січня 2005 в Тулузі.
- 25 жовтня 2007 року А380 компанії Singapore Airlines здійснив перший комерційний рейс. Літак вилетів із Сінгапура о 08.16 (05.16 за київським часом) і, провівши в небі 7,5 годин, успішно приземлився в Сіднеї.

За максимальну суму — 100 тисяч 380 доларів — викупив два місця класу «люкс» британець Джуліан Хейвард, котрому надали право першим із пасажирів піднятися на борт.

### Комерційна експлуатація
Станом на грудень 2013 року літаки А380 експлуатуються 9-ма авіакомпаніями: Emirates (33), Singapore Airlines (19), Qantas (12), Lufthansa (10), Air France (8), Korean Air (6), Malaysia Airlines (6), China Southern Airlines (5), and Thai Airways International (4).
У 2020 році через значні експлуатаційні витрати на літак, та пандемію коронавірусу Air France відмовилася від використання найбільшого пасажирського літака на Землі — Airbus A380, замінивши його на Airbus А350. Раніше компанія планувала його використовувати до 2022 року, але через коронавірус відмовилася від нього. Останній політ А380 зробив 26 червня, а рішення про відмову від експлуатації було прийняте ще у березні.

### Згортання виробництва
У лютому 2019 року в компанії заявили, що згортають виробництво літака орієнтовно у 2021 році. Авіакомпанії скасовують свої замовлення на цю модель на користь менших та ефективніших моделей А350-900 і A330-900. Авіакомпанія Emirates, найбільший замовник цієї моделі, значно зменшила своє замовлення — зі 162 до 123 літаків. Австралійська Qantas також скасувала своє замовлення. Тому авіавиробнику довелося скоротити 3500 робітників, залучених на виробництві літака. Замість цих великих літаків авіакомпанія замовить значно менші літаки — 30 широкофюзеляжних А350-900 і 40 літаків A330-900. Авіабудівник мав плани побудувати 17 літаків: 14 для Emirates і 3 для японської ANA.

## Галерея

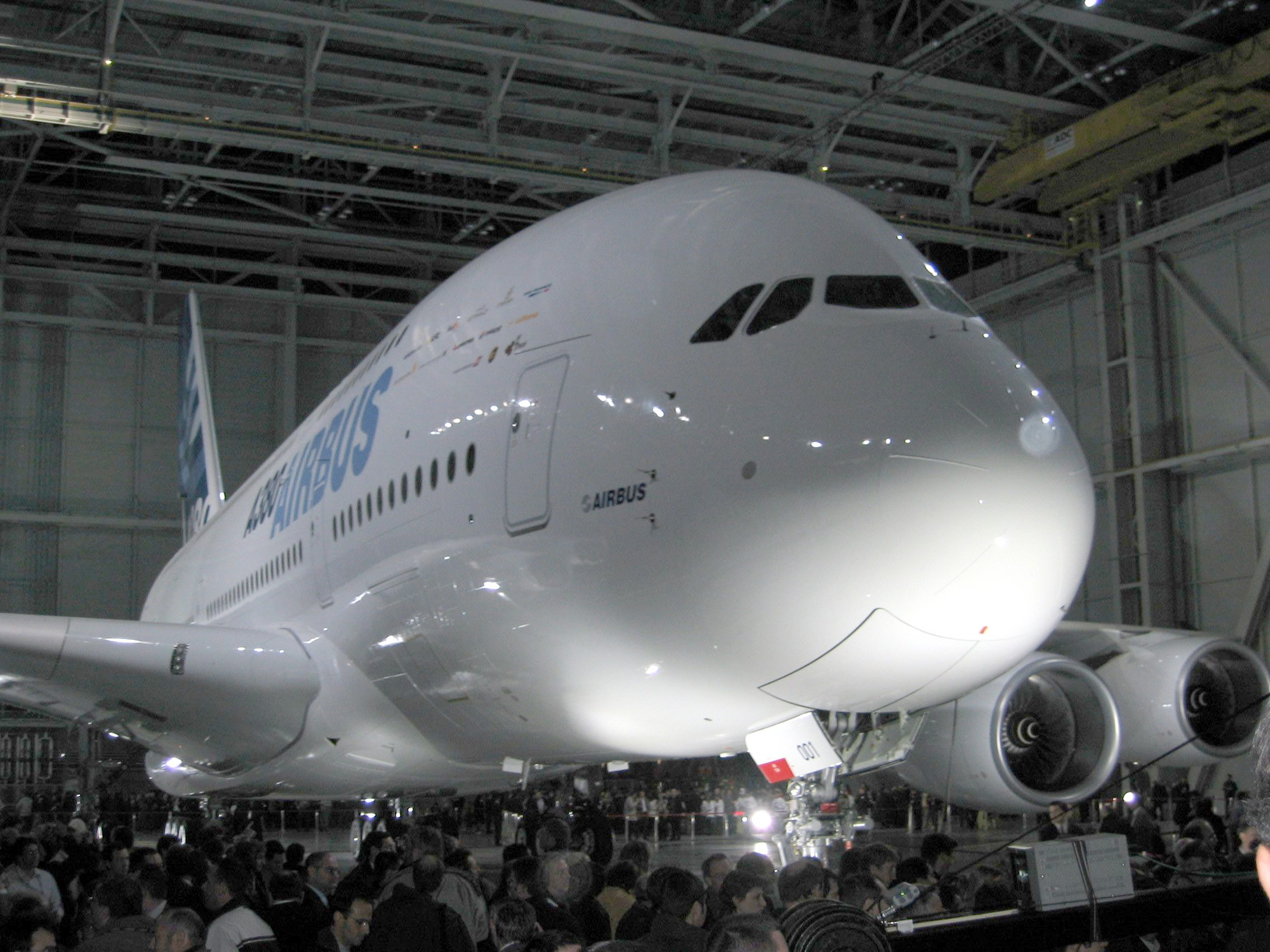
Airbus А380 в ангарі
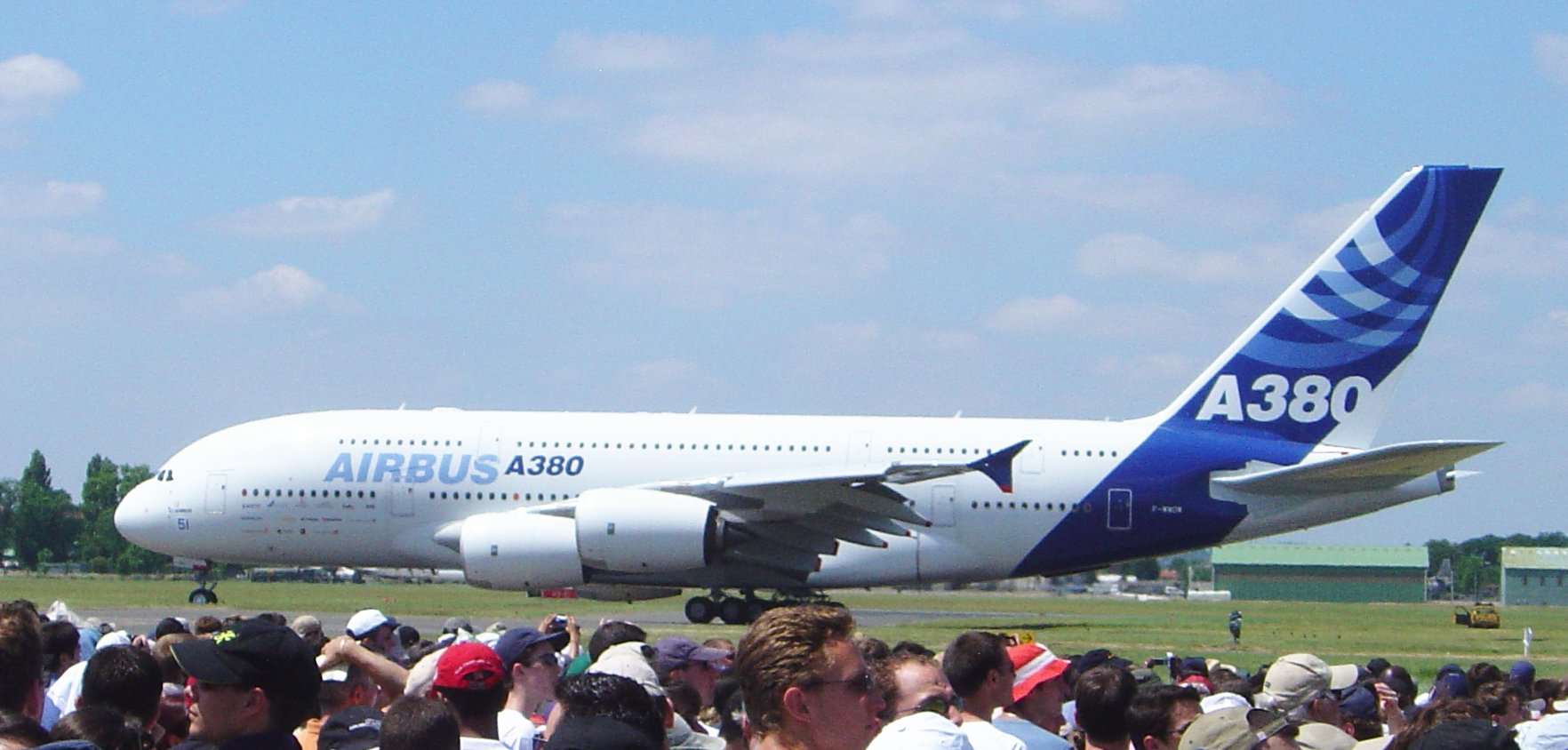
Airbus A380 на Паризькому авіасалоні-2005
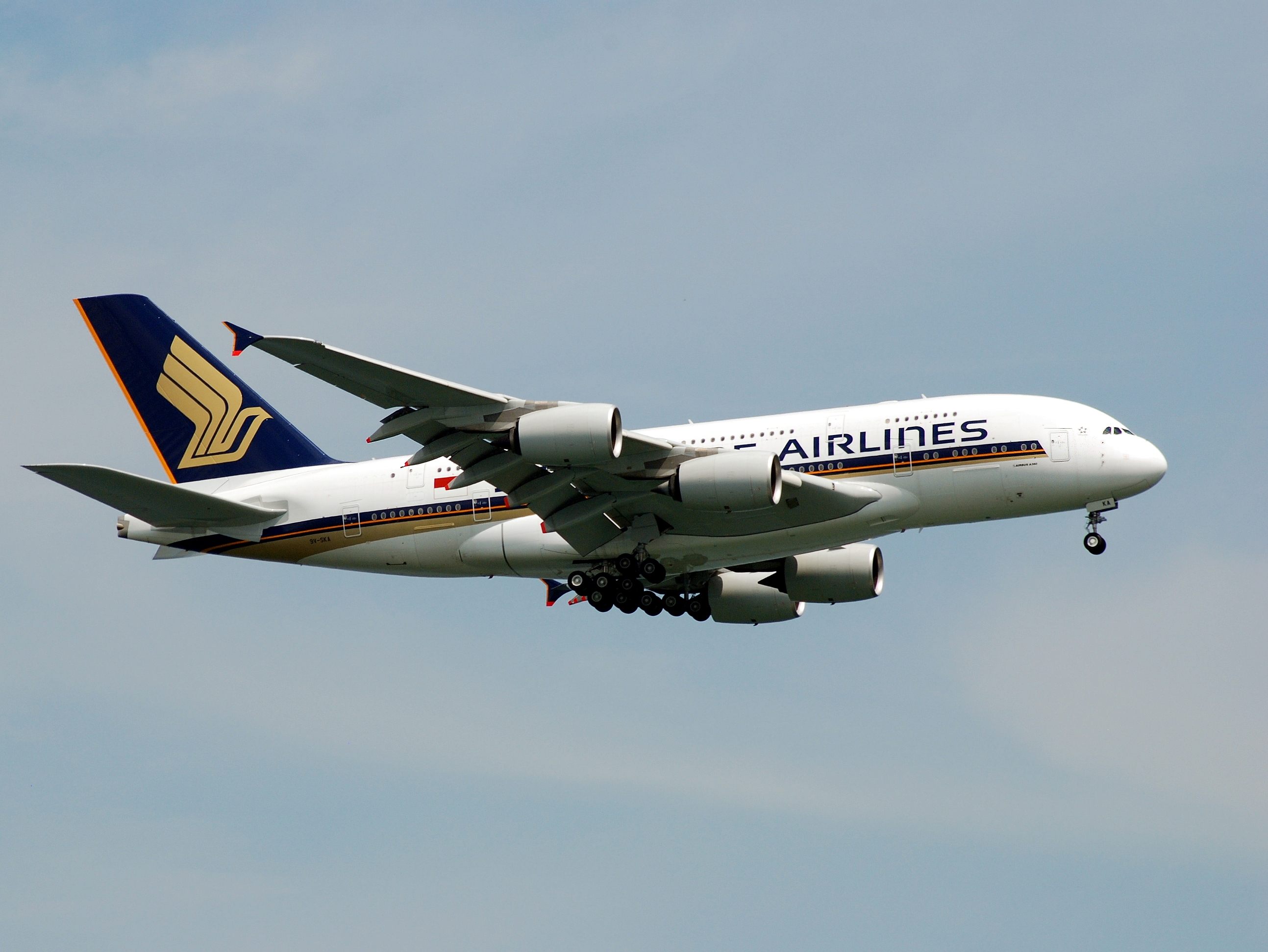
Airbus A380-800 Singapore Airlines
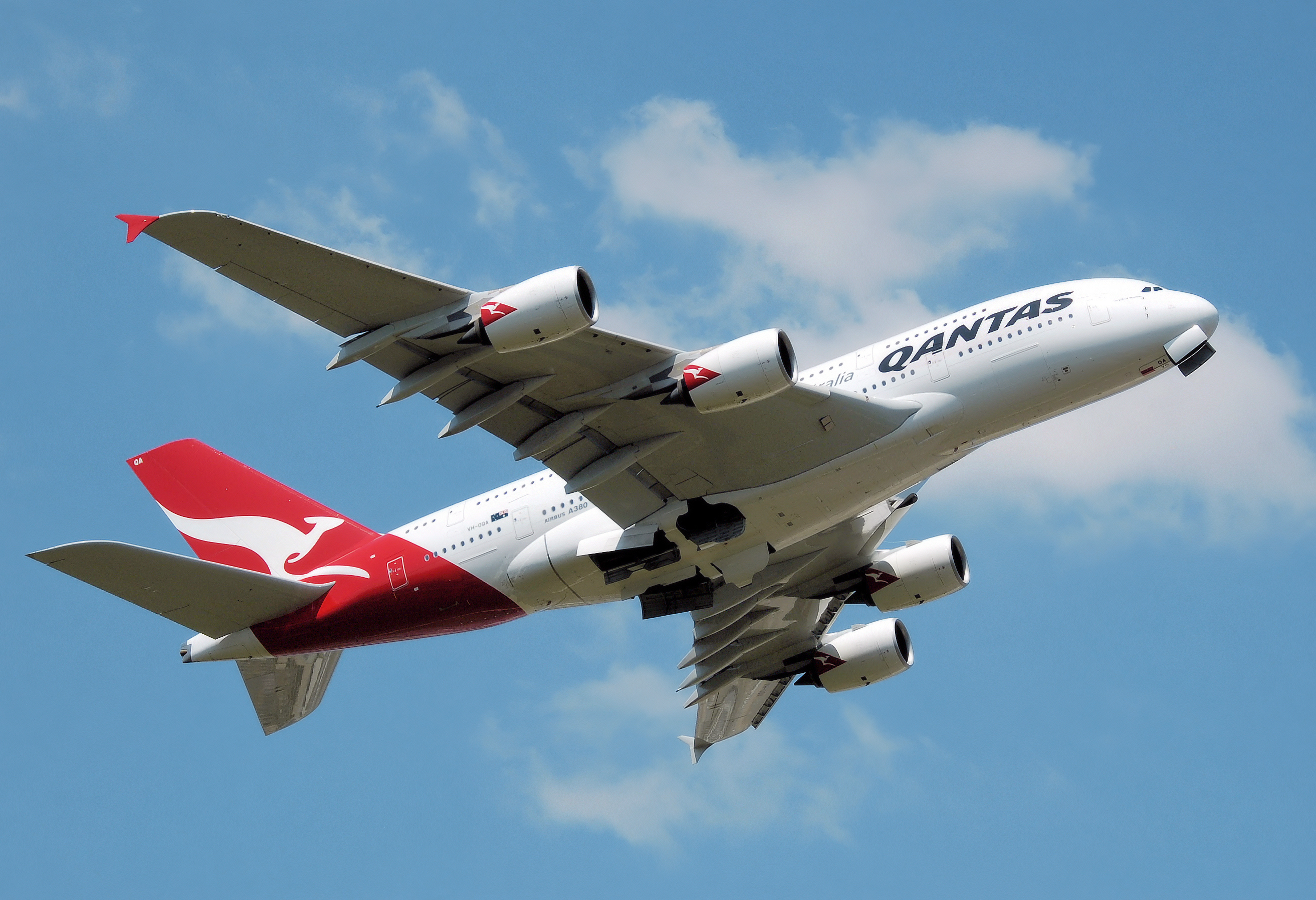
Airbus A380-800 Qantas Airways
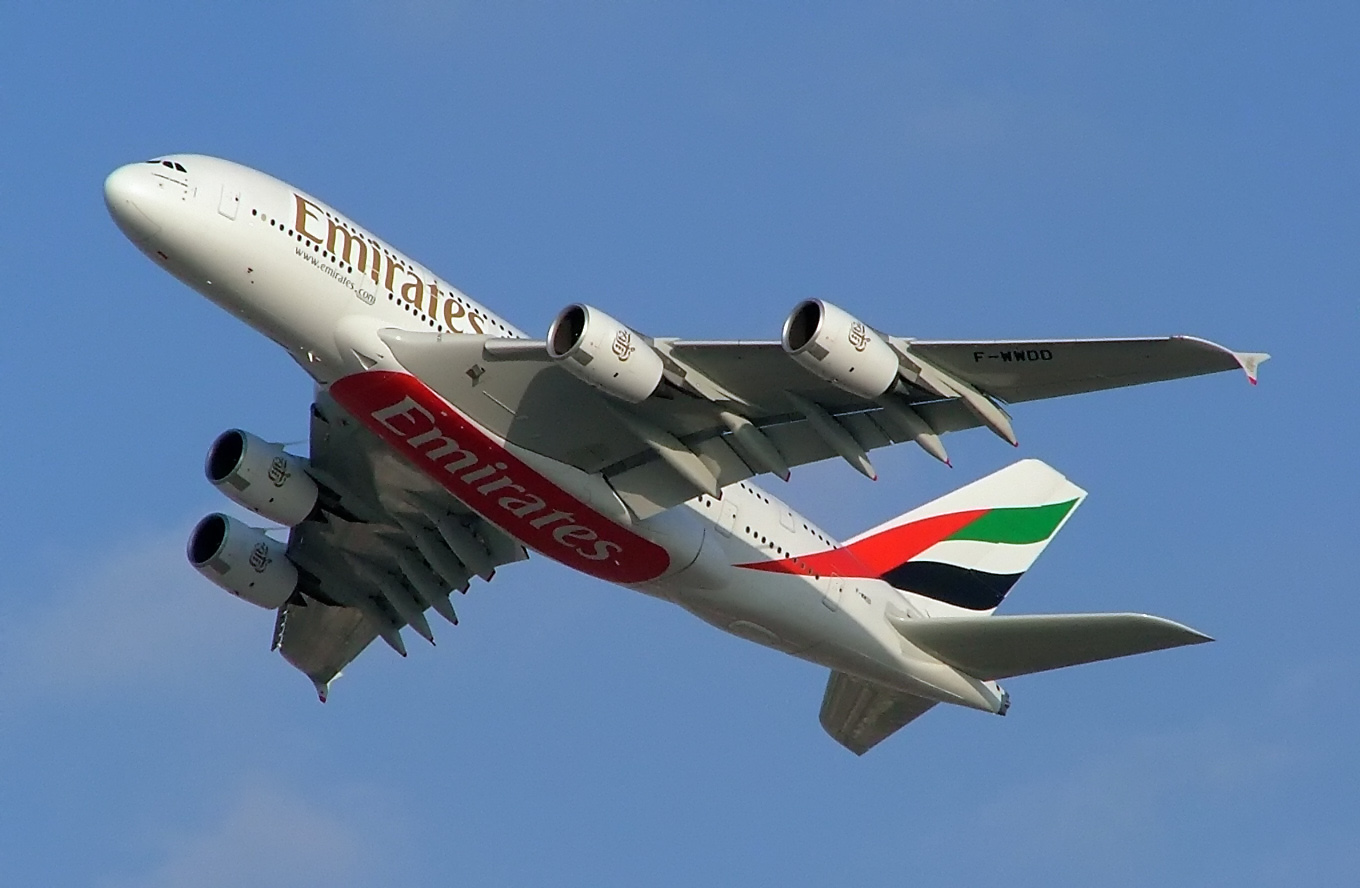
Airbus A380-800 Emirates
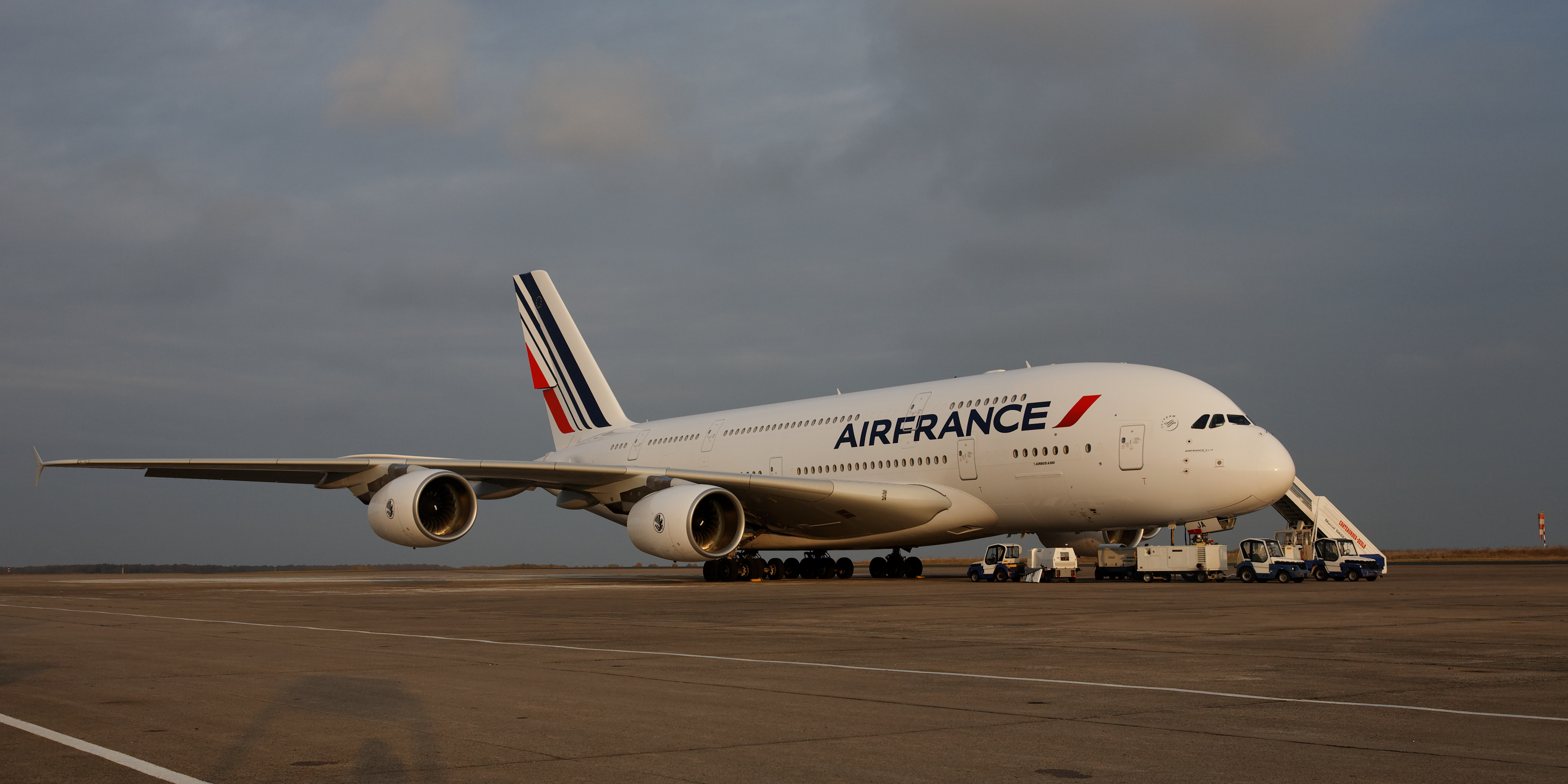
Airbus A380-800 Air France
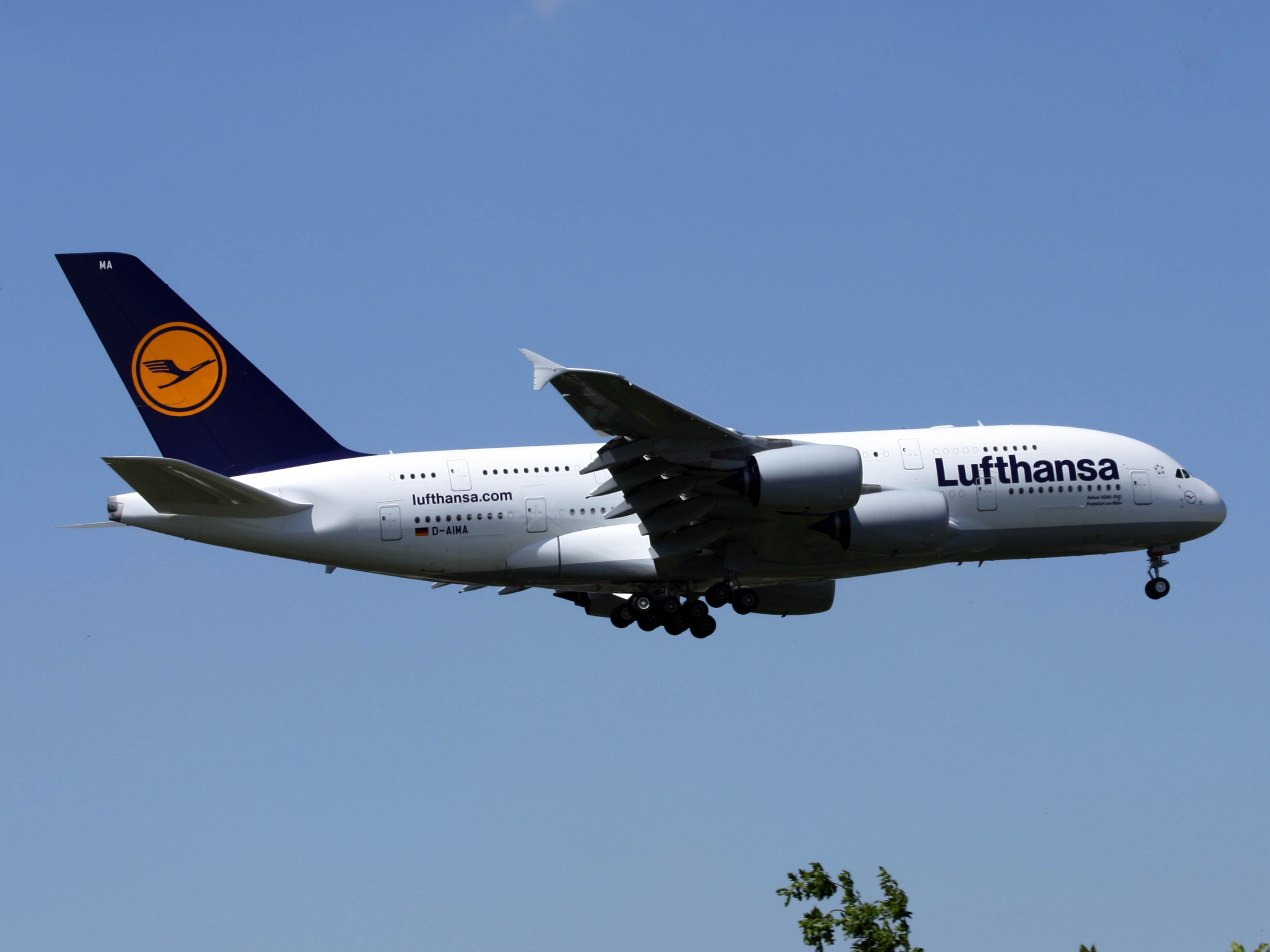
Airbus A380-800 Lufthansa

## Модифікації

### A380-800
Базова модель. A380-841 і 842 версії з двигуном Trent 900. A380-861 та А380-862 версії з двигуном GP72XX. Довжина 73 метри.

### Не були випущені

#### A380-1000
A380-1000, запропонований у 2010 році, повинен був мати довжину 87 метрів і вміщати 1073 пасажирів з одним економкласом і 757 в трьох класах. Початок експлуатації планувався на 2020—2025 роки. Він був би найдовшим літаком і другим за величиною у світі (перший — Ан-225 «Мрія»). Розмах крила був би 84 м. Він запланований в одному варіанті — А380-1041. Так і не випустили.

#### A380-843F, А380-863F і А380-864F
Вантажний варіант.

#### A380neo
19 липня 2015 р. генеральний директор Airbus Фабріс Бреж’є підтвердив, що компанія будуватиме нову версію А380 з оптимізованими крилами та новими двигунами. Спекуляції стосовно розробки так званого А380neo не стихали протягом кількох місяців після пресрелізів у 2014 р. в контексті можливого припинення виробництва типу до 2018 р. або розробки нової модифікації А380. Пізніше стало відомо, що Airbus розглядає можливість розробки довшого А380 услід за -900 версією, а також модифікацію з новими двигунами, тобто А380neo (new engines option). Бреж'є також повідомив, що новий варіант має всі шанси надійти в експлуатацію до 2020 р. Двигун, скоріш за все, буде запропонований з лінійки neo-двигунів від Rolls-Royce, варіюючи від залучених у А350 XWB-84/97 до майбутніх покращених моделей, що з'являться ближче до 2020 р. Проєкт скасований.

#### A380plus

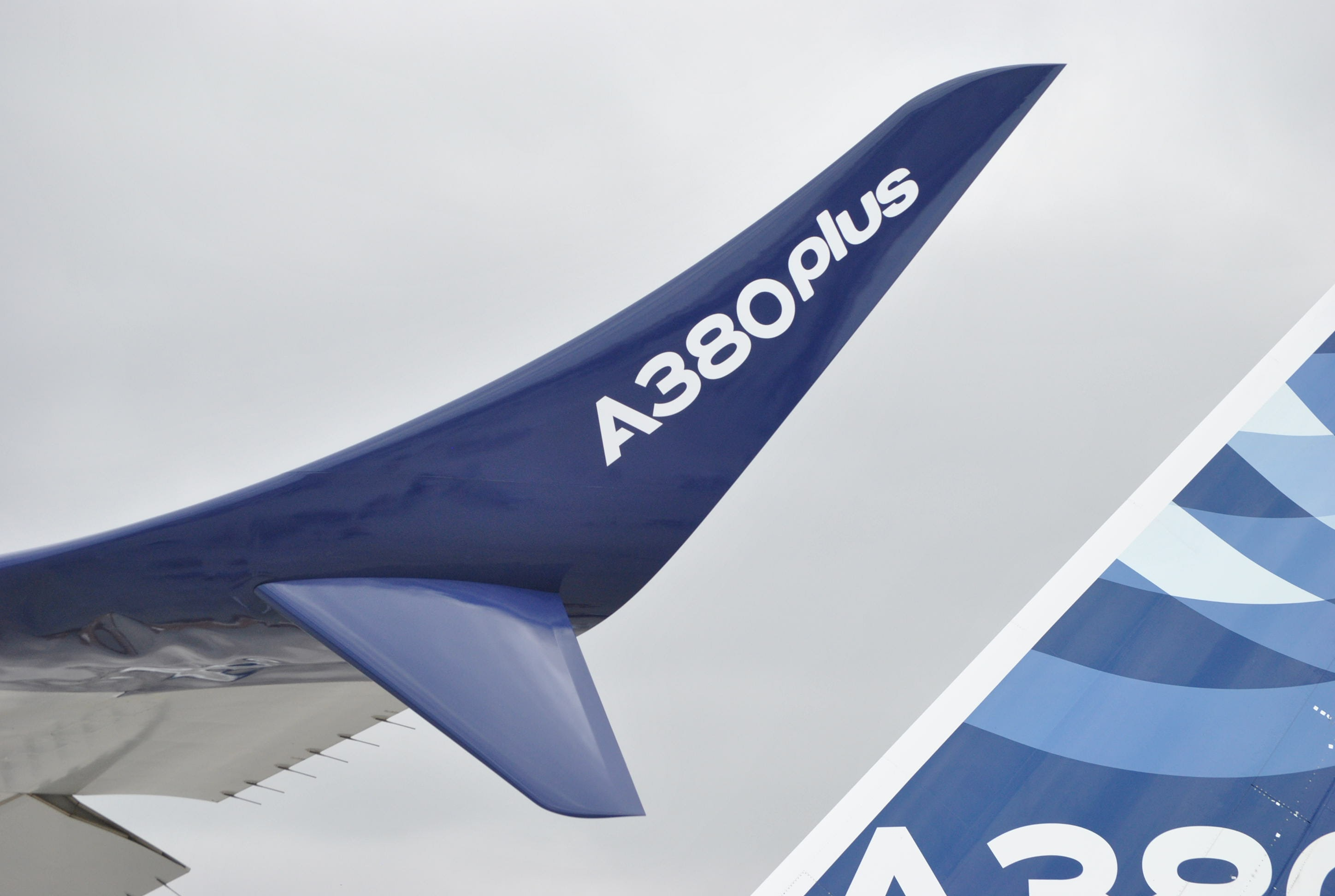
Макет нових вінґлетів A380plus

Airbus анонсував у липні 2017 р. на Паризькому авіасалоні розширену версію A380plus з дешевшими на 13 % витратами на пасажирське крісло. В новому літаку буде на 80 більше крісел завдяки покращеному компонуванню простору салону, подвійні схожі на скімітар закінцівки (winglets), удосконалене крило з ощадністю пального у 4 % та довші інтервали між формами технічного обслуговування. МЗМ збільшена на 3 тонни, що означатиме більше пасажирів при однаковій дальності лету або ж її збільшення на 300 км.
Оновлений варіант ймовірно з'явиться з 2020 р. Макет закінцівок заввишки у 4,7 м були показані на тестовому літаку MSN04 на Ля-Бурже. Вигин крила та його аеродинамічний профіль будуть змінені шляхом збільшення висоти на 33 мм між нервюрами 10 і 30, а також згладжено верхній сегмент днища (upper-belly fairing). Система бортових розваг, система керування польотом та паливні насоси будуть успадковані від A350, що зменшить вагу, збільшить надійність та заощадить пальне. Легкі форми ТО проводитимуть через 1000 льотних годин замість 750. Час простою при проведенні важких форм ТО буде скорочений на 6 днів на рік.
Проєкт скасований.

## Замовлення і постачання
Станом на 6 травня 2021 р. замовлено 251, збудовано 246 (експлуатується 243).
На кінець виробництва (грудень 2021 року) було випущено 254 літаки (включно з трьома тестовими). В Україні А380-тий може прийняти тільки Міжнародний аеропорт «Бориспіль». Донедавна міг приймати та реконструйований, а нині знищений російськими бойовиками Донецький аеропорт.

## Технічні характеристики

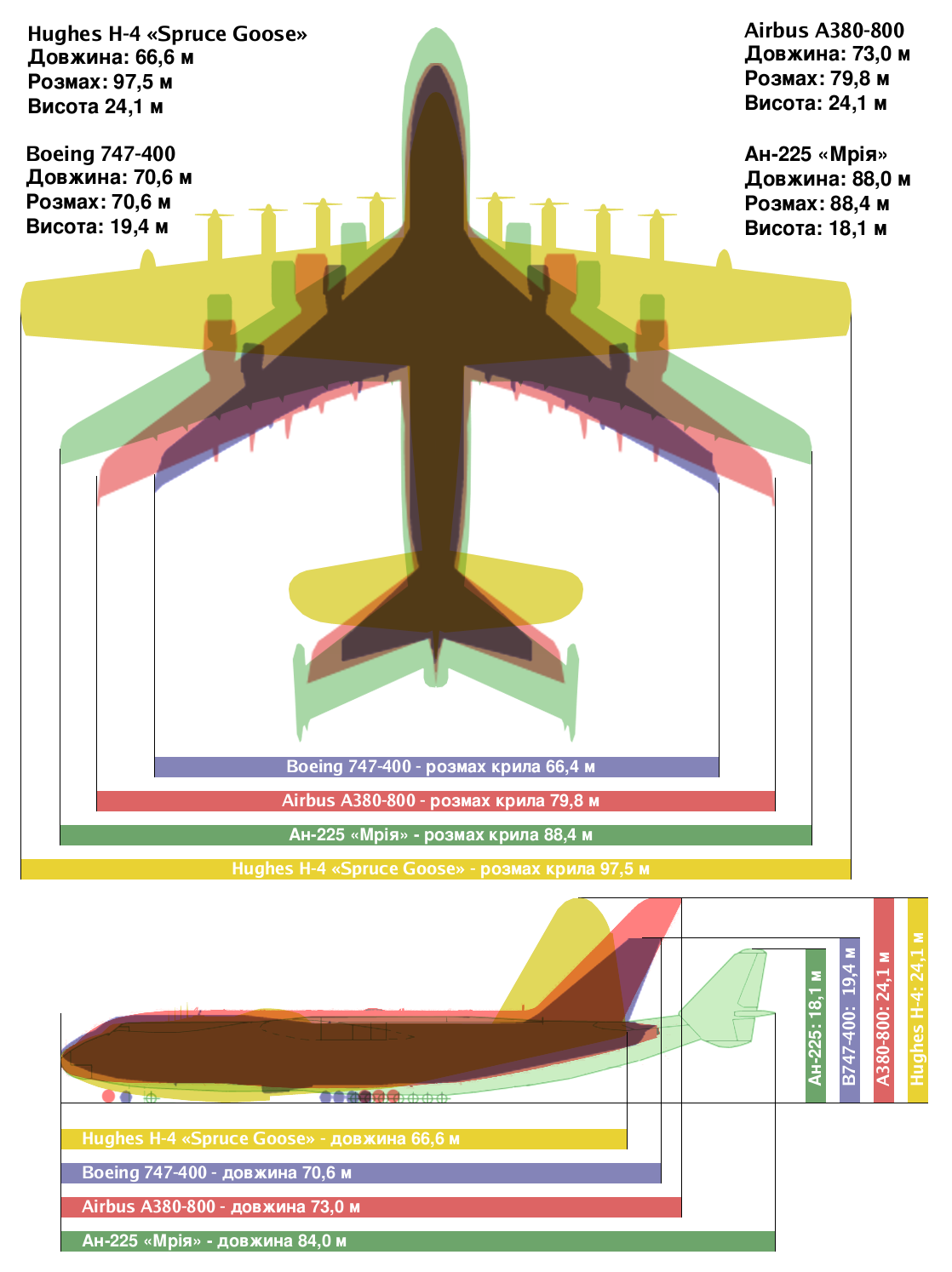
Різниця між найбільшими чотирма літаками світу.

| Характеристика                            | A380-800                                                               | A380F                                      |
| ----------------------------------------- | ---------------------------------------------------------------------- | ------------------------------------------ |
| Членів екіпажу                            | Два                                                                    | Два                                        |
| Місткість                                 | 525–555 (3 класи) 644 (2 класи) 853 (1 клас)                           | 12 контейнерів                             |
| Довжина                                   | 72,73 м                                                                | 72,73 м                                    |
| Розмах крил                               | 79,75 м                                                                | 79,75 м                                    |
| Висота                                    | 24,45 м                                                                | 24,45 м                                    |
| Площа крил                                | 845 м²                                                                 | 845 м²                                     |
| Крейсерська швидкість                     | 945 км/год (Mach 0,89)                                                 | 945 км/год (Mach 0,89)                     |
| Максимальна швидкість                     | 1020 км/год (Mach 0,96)                                                | 1020 км/год (Mach 0,96)                    |
| Максимальна злітна вага                   | 575 тонн                                                               | 590 тонн                                   |
| Швидкість посадки                         | 130-135 вузлів (240—250 км/год)                                        | 130-135 вузлів (240—250 км/год)            |
| Довжина ЗПС при МЗМ                       | 2 950 м                                                                | 2 950 м                                    |
| Максимальна висота                        | 13 136 м                                                               | 13 136 м                                   |
| Дальність польоту (проєктне завантаження) | 15 200 км                                                              | 10 400 км                                  |
| Двигун (4 ×)                              | GP7270 (A380-861) Trent 970/B (A380-841) Trent 972/B (A380-842)        | GP7277 (A380-863F) Trent 977/B (A380-843F) |
| Тяга (4 ×)                                | 310 kN — GP7270 320 kN — GP7272 310 — Trent 970/B 320 kN — Trent 972/B | 340 kN — GP7277 340 kN — Trent 977/B       |

Джерело: Airbus A380 specifications